# Primula vialii
Primula vialii är en viveväxtart som beskrevs av Pierre Jean Marie Delavay och Adrien René Franchet. Primula vialii ingår i släktet vivor, och familjen viveväxter. Inga underarter finns listade i Catalogue of Life.

## Bildgalleri

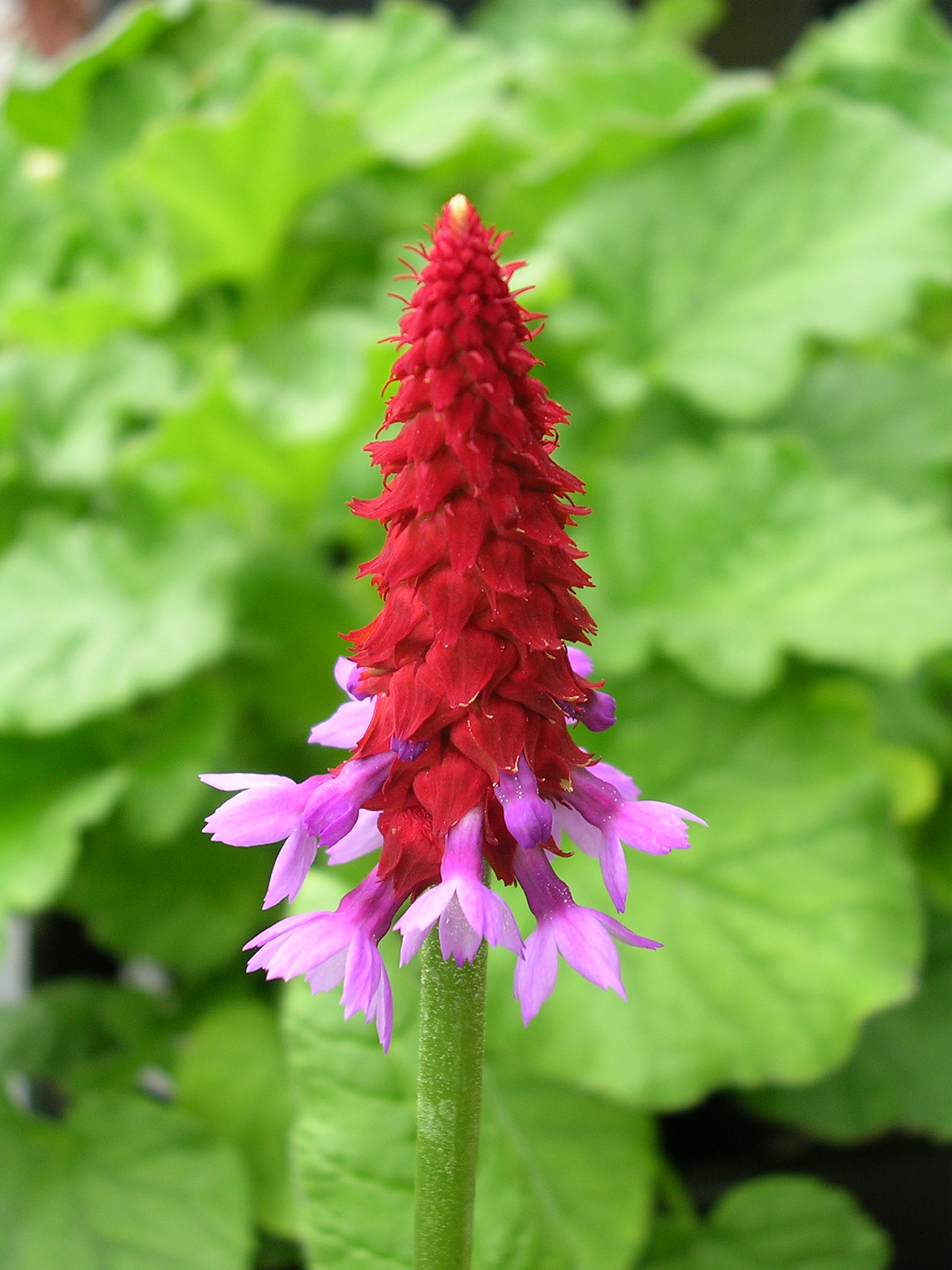
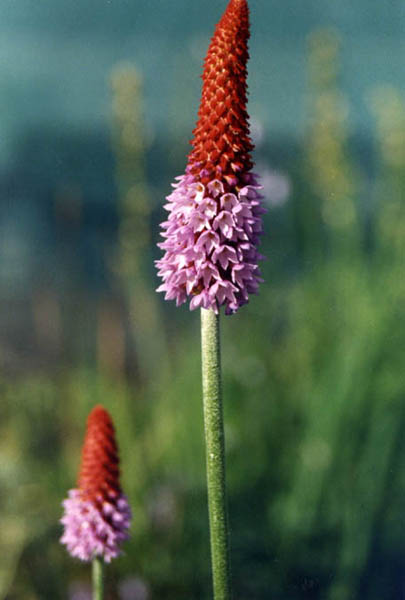
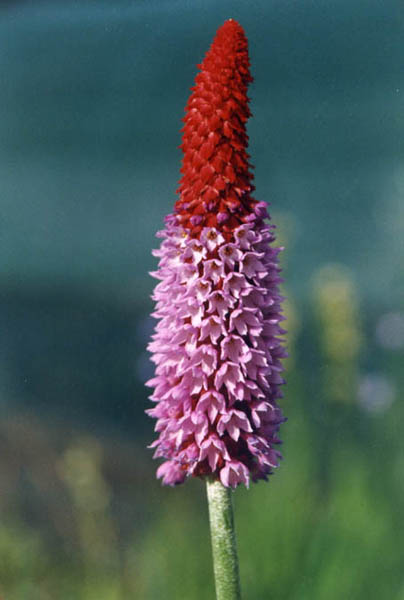
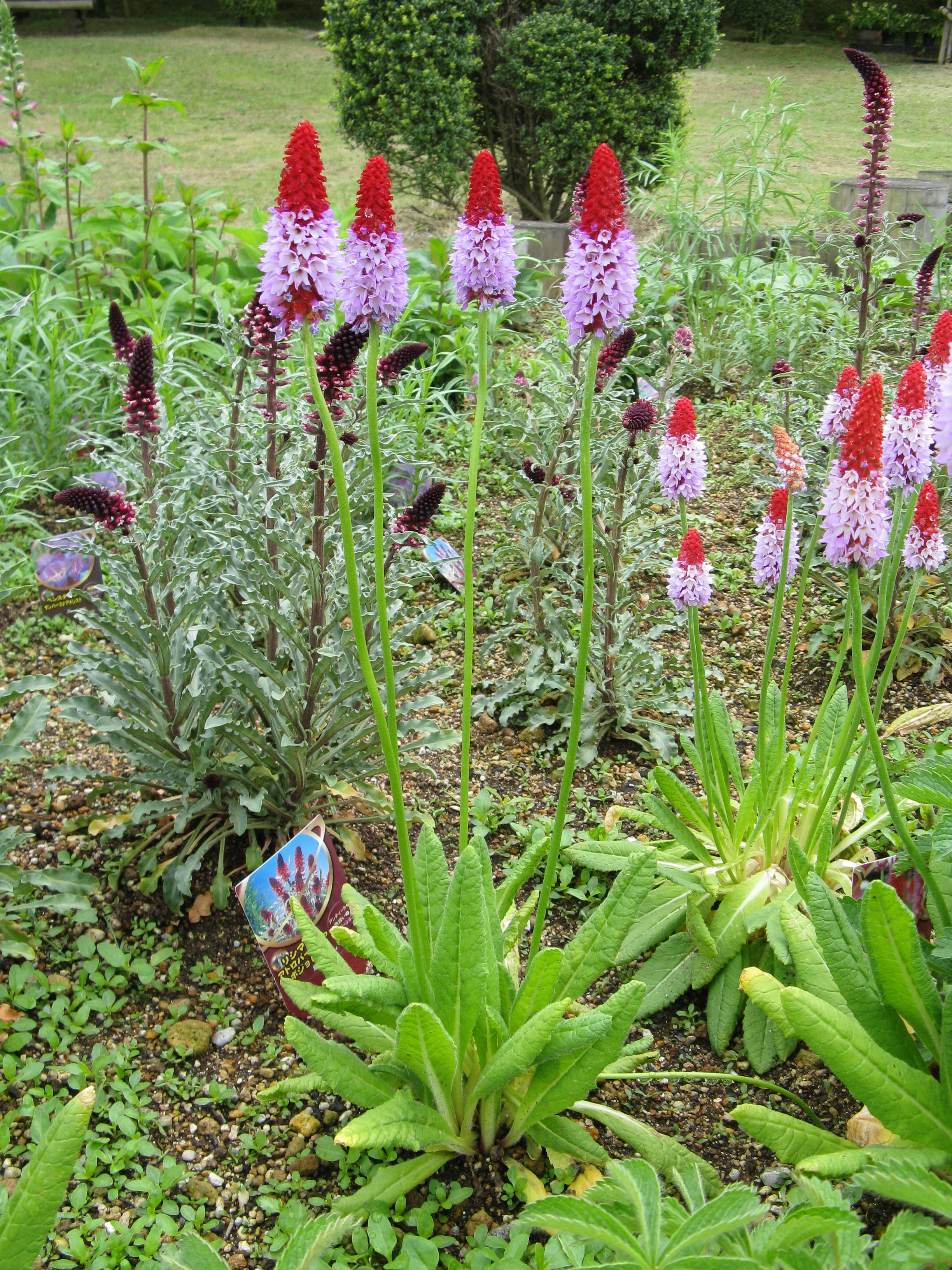
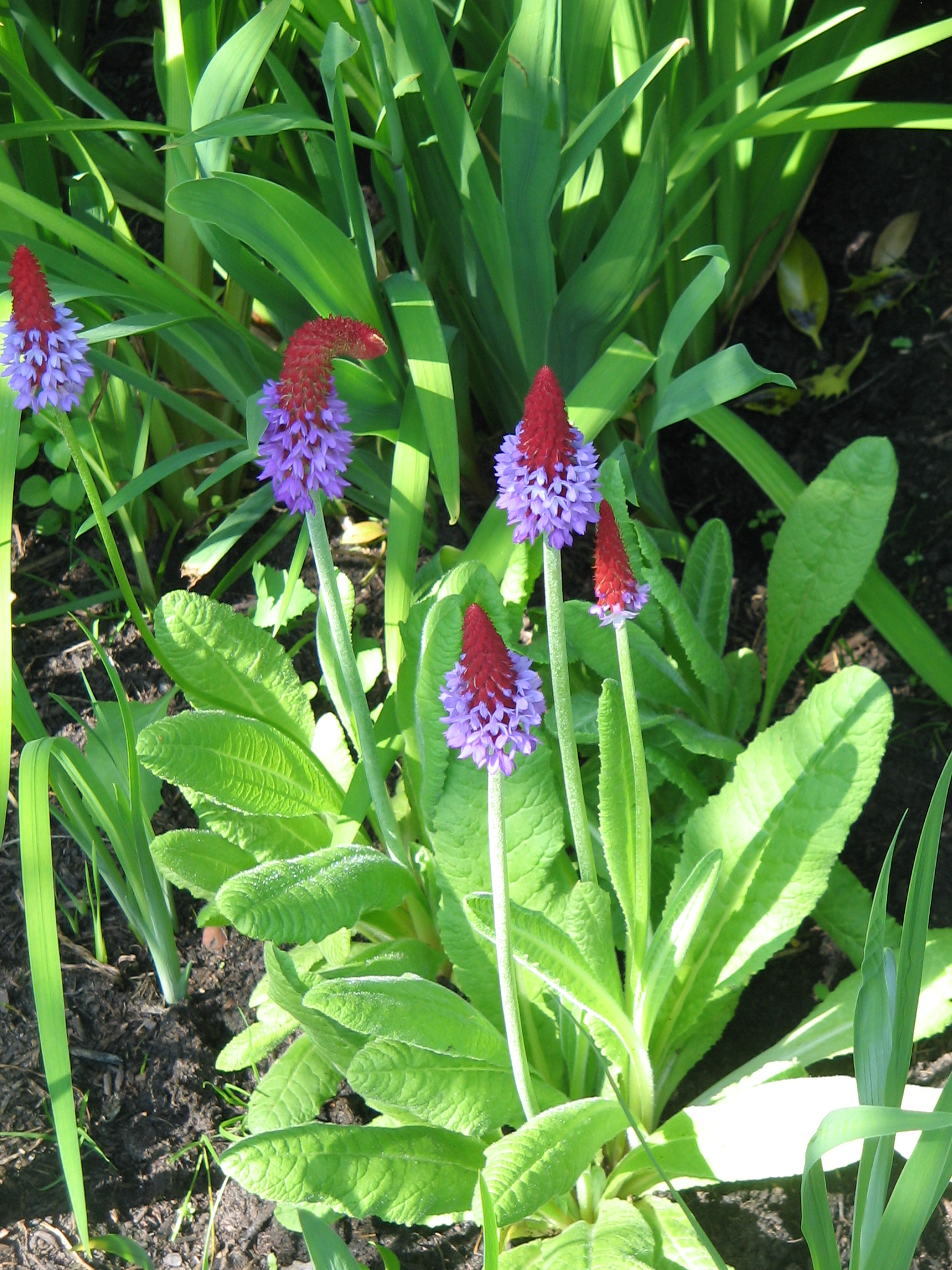
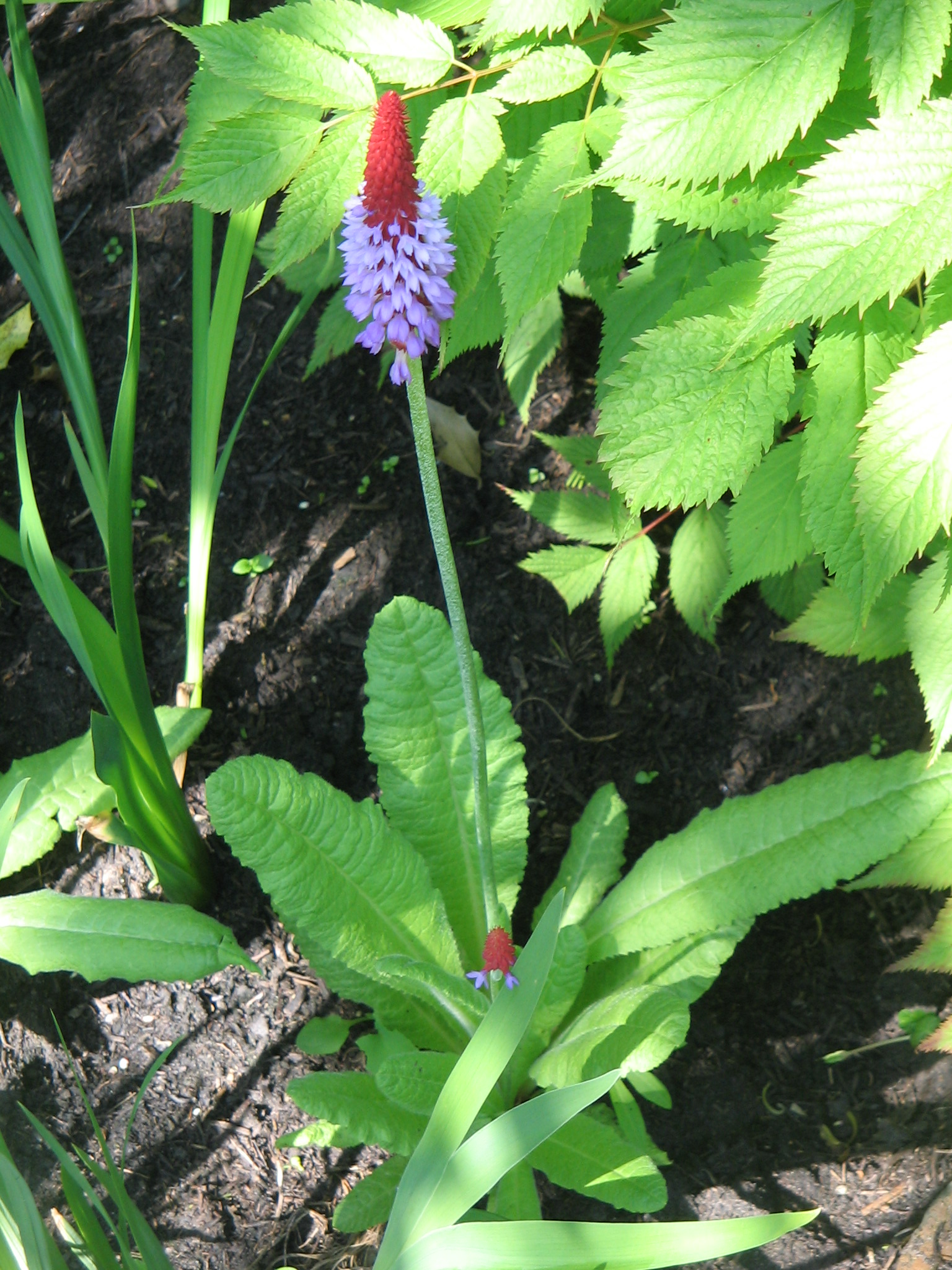